# Азовмаш

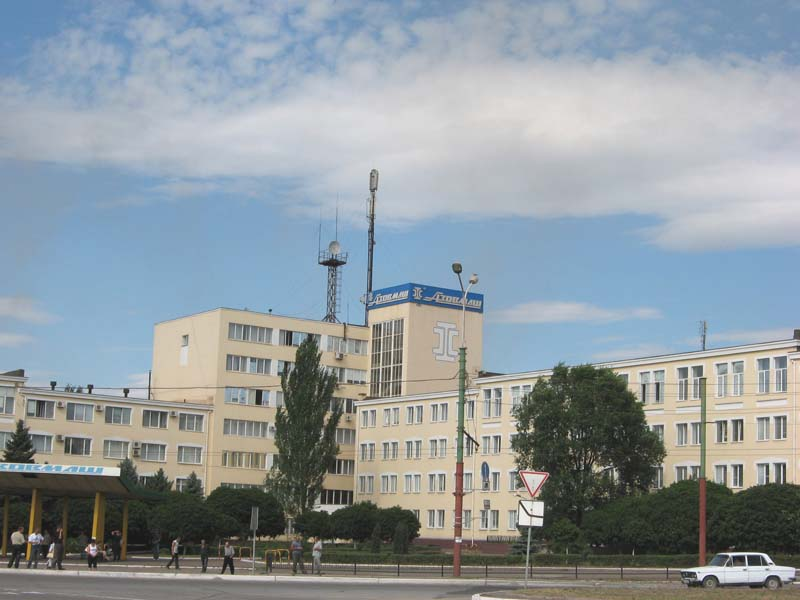
Общий вид «Азовмаша» с пл. Машиностроителей

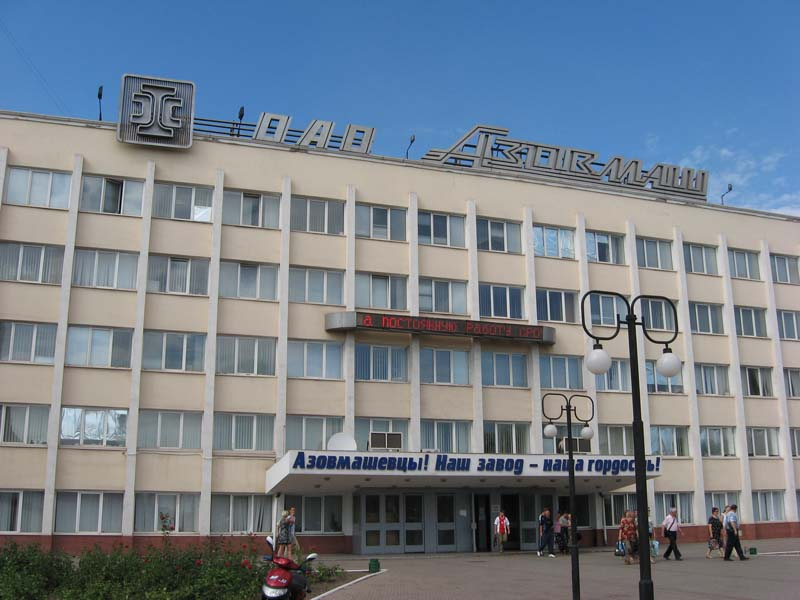
Заводоуправление «Азовмаша»

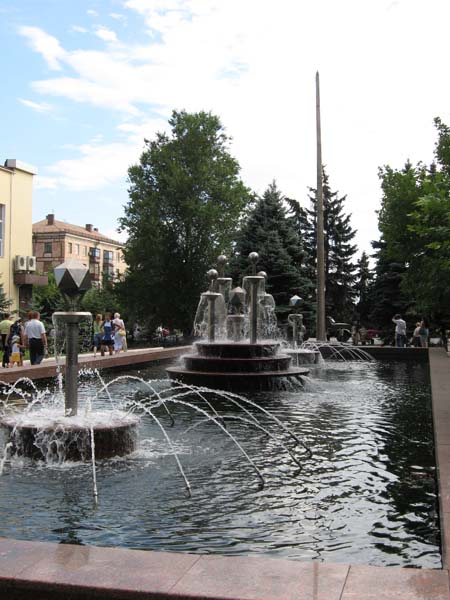
Парк у заводоуправления «Азовмаша»

Азовмаш — крупнейшее машиностроительное предприятие Украины (город Мариуполь, Донецкая область), основанное в апреле 1958 года на базе машиностроительных цехов Ждановского металлургического завода имени Ильича.

## Продукция
Азовмаш специализируется на производстве железнодорожных цистерн, металлургического оборудования, портовых и промышленных кранов.
В его дочерней фирме «Азоввагон» налажено производство теплопроводных труб с полиуретановым покрытием, которое позволяет снизить потери тепла в 5 раз. При этом долговечность таких труб возрастает в десятки раз. Тут же спроектирована и изготовлена оригинальная по своим технологическим возможностям мешкопогрузочная машина. Она не только доставляет по конвейеру мешки в любую точку вагона, но и управляет положением мешка в момент укладки.
В 2015 году 54 % общего объёма экспорта «Азовмаша» составили вагоны, оставшиеся 46 % пришлись на продукцию машиностроения. Основную долю в поставках вагонов занимают цистерны, 57 % которых поставлены в РФ, 13,8 % — в Венгрию, 12 % — в Индию, 9 % — Беларусь. Продукция тяжелого машиностроения поставлялась меткомбинатам Украины, России, Казахстана, Индии, Словакии.

### Показатели деятельности
В 2003 году изготовили 13,5 тысяч вагонов. В 2011 году изготовлено 16,4 тысяч единиц подвижного состава. В 2012 году «Азовмаш» выпустил 15 391 вагон. В 2013 году в связи с запретом поставок некачественного литья в Россию производство вагонов сократилось до 10 471 ед. В 2014 году произвели около 600 вагонов, а в 2015 всего 48.
Доход предприятия в 2003 году составил 3,5 млрд гривен (0,7 млрд долларов США), в 2015 — объём товарной продукции составил 146,6 млн гривен, при этом на экспорт поставлено более 68 % продукции.

## История
ОАО «Азовмаш» с 1958 года выпускает различные виды изделий оборонного назначения, специализируясь на авиационных, ракетных и космических топливозаправщиках, шахтных и железнодорожных конструкциях пусковых установок стратегических ракет, бронетехнике. Является монополистом в производстве железнодорожных цистерн. Изготавливали здесь и уникальную продукцию для мирных целей, в частности специальные трибуны на пневматической подушке для спортивных сооружений Олимпиады-80 в Москве.
В 1991 году оборонные заказы поступать перестали, и предприятие переключилось на производство газовых и электрических кухонных плит, водонагревательных котлов, строительных автоклавов, бойлеров. С 1993 года снова увеличился выпуск топливозаправщиков и большегрузных нефтеперевозчиков, на которые появился спрос в связи с энергетическим кризисом. Начался серийный выпуск принципиально новых газоперевозчиков сжиженного газа ёмкостью 21 кубометр. Получен государственный заказ на изготовление танков для Пакистана. Главным покупателем и партнёром предприятия является Россия.
ОАО «Головной специализированный конструкторско-технологический институт» (ГСКТИ) является крупнейшей проектной организацией в машиностроительной отрасли страны. Здесь проектировались стартовые комплексы и системы заправки космических кораблей всех поколений. Для межконтинентальных ракет стратегического назначения конструкторы ГСКТИ создали принципиально новые подвижные групповые заправщики. Всего за время существования института с 1948 года было спроектировано и отработано в производстве более 150 наименований топливозаправочных систем. Институт является головным в разработке отдельных узлов бронетанковой техники. Тут создавались и сосуды, работающие под огромными давлениями, для атомной и химической промышленности.
По разработкам ГСКТИ с 1992 года начался серийный выпуск украинских кухонных электроплит, внедрена новая технология сухого эмалирования деталей в электростатическом поле.
Четыре предприятия — открытые акционерные общества «Азовобщемаш», ГСКТИ, «Мариупольский термический завод» и «Азов» вошли в концерн «Бронетехника Украины», созданный на базе Харьковского завода им. Малышева. Концерн выпускает современные танки. Например, танк Т-84 имеет низкий силуэт, высокую скорость и на 10 тонн легче зарубежных аналогов. На нём впервые в мировой практике установлена цельная сварнокатаная башня, разработанная в ГСКТИ и изготовленная мариупольскими заводами, входящими в концерн.
Сконцентрировав контрольный пакет акций ОАО «Азовмаш», президент компании Александр Савчук начал процесс повышения эффективности инвестиций, сделанных совместно с бывшими партнёрами — Ринатом Ахметовым и Эдуардом Прутником. Летом 2007 года входящее в ОАО «Азовмаш» ЗАО «АзовЭлектроСталь» объявило об увеличении своих сталеплавильных мощностей в два раза — до 100 тыс. т. По данным предприятия, 5,5 тыс. т слитков и поковок будут направлены на экспорт. Наибольшим спросом машиностроителей из дальнего зарубежья пользуются кузнечные слитки развесом от 7 до 27 т, а покупатели из стран СНГ предпочитают слитки для трубных бесшовных заготовок на 2—3 т.
10 мая 2018 года было утверждено решение о приватизации предприятия до конца 2018 года.
После городских боёв 2022 года завод не действует вследствие полученных разрушений.

## Акционеры
На начало 2019 года 70,75 % принадлежали зарегистрированной на Кипре холдинговой компании Azovmashinvest Holding, которую ранее связывали с Юрием Иванющенко, а бенефициаром указана Светлана Савчук, ещё 28,18 % акций находились в собственности АО «Азовмаш», в котором 50 %+1 акция принадлежит государству.

## Директора
- Константин Иващенко